# Arrhenatherum elatius subsp. bulbosum
Arrhenatherum elatius subsp. bulbosum é uma subespécie de planta com flor pertencente à família Poaceae. 
A autoridade científica da subespécie é (Willd.) Schübl. & G. Martens, tendo sido publicada em Flora von Würtemberg 70. 1834.
Os seus nomes comuns são aveia-de-rosário, balanquinho, erva-de-conta, grama-de-caroço ou noselha.

## Portugal
Trata-se de uma subespécie presente no território português, nomeadamente em Portugal Continental, no Arquipélago dos Açores e no Arquipélago da Madeira.
Em termos de naturalidade é nativa de Portugal Continental e do Arquipélago dos Madeira e introduzida no Arquipélago dos Açores.

## Protecção
Não se encontra protegida por legislação portuguesa ou da Comunidade Europeia.